# City Rise
 (juin 2022).
Le contenu est difficilement compréhensible vu les erreurs de traduction, qui sont peut-être dues à l'utilisation d'un logiciel de traduction automatique.

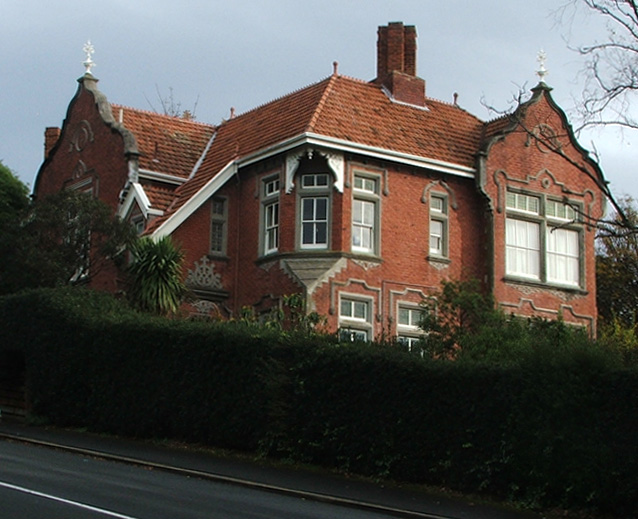
’City Rise’ est notable pour ses grandes maisons de villes, dont un certain nombre d’entre elles datant de la fin du XIXe siècle

City Rise est une banlieue de la ville de Dunedin dans l’Île du Sud de la Nouvelle-Zélande.

## Toponymie
C’est l’une des plus anciennes banlieues de la ville, et elle est, comme son nom le suggère, situées sur les pentes , qui siègent tout près du centre de la cité de Dunedin et constituée par le secteur nommé: The Exchange (en).Pour cette raison, l’endroit est dit être on the City Rise, plutôt que dans City Rise).

## Situation
Une vue étendue à travers le centre de la cité peut être obtenue de pratiquement partout dans City Rise.
Le nom de City Rise est généralement appliqué au secteur immédiatement à l’ouest de Princes Street (en), spécialement pour la zone approximativement triangulaire d'un kilomètre carré relié par ‘Princes Street’ et le Dunedin Town Belt (en) de la cité, avec ‘Maitland Street’ et ‘Stuart Street (en)’ s’étalant à l’angle du secteur.
Certaines parties des pentes inférieures portaient à une époque le nom de Fernhill , un terme toujours rencontré de façon occasionnelle pour faire référence à ce secteur.
D’autres rues notable de ‘City Rise’ comprennent ‘High Street’, ‘Rattray Street’, ‘Stafford Street’, ‘Arthur Street’, ‘Canongate’, et ‘Serpentine Avenue’.
Le nom de ‘City Rise’ est parfois utilisé pour couvrir un secteur plus étendu vers le nord le long du coin interne de la ville à partir de ‘Stuart Street’ et Moana Pool (en) aussi loin que les maisons d’état de Olveston (en) et le sommet de ‘Pitt Street’.

## Installations
City Rise contient de nombreuses parmi les premières grandes résidences constitutives de la cité à son origine et notamment le long de ‘High Street’ et des rues toutes proches de celle-ci.
De nombreux bâtiments furent construits avec l’argent, qui s’écoulait alors dans la cité débutante, provenant de la Ruée vers l'or d'Otago de 1861 et 1862.
Les maisons notables comprennent entre autres, les maisons nommées :"Threave" (conçue par Robert Lawson), "Moata", et "Colquhouns".
La banlieue est limitée par le centre de la cité vers l’est et au nord-est, par les banlieues de Kensington vers le sud et Mornington vers l’ouest.
La petite banlieue de Belleknowes siège immédiatement au nord, derrière laquelle se trouve celle de Roslyn, correspondant aux grands domaines de cette époque.

## Démographie
City Rise couvre 2,92 km2 et a une population estimée à 7 480 résidents en juin 2021 soit une densité de 2 480 habitants par km2.
City Rise avait une population de 7 041 habitants lors du recensement de 2018 en Nouvelle-Zélande, en augmentation de 456 personnes (6,9 %) depuis le recensement de 2013, et une augmentation de 402 personnes (6,1 %) depuis le recensement de 2006.
Il y avait 2 652 foyers. 
On notait la présence de 3 573 hommes pour 3 471 femmes, soit un rapport de 1,03 homme pour une femme, avec 741 de moins de 15 ans (10,5 %), 2 910 (41,3 %) entre 15 et 29 ans, 2 634 (37,4 %) entre 30 et 64 ans and 762 (10, 8%) de 65 ans et plus.
La répartition ethnique était de 75,8 % européens/Pākehā, 8,1 % Māori, 3,4 % personnes du Pacifique, 17,8 % asiatiques 4,0 % d'une autre ethnicité (le total peut faire plus de 100 % dans la mesure où les personnes pourraient s'identifier avec de multiples d'ethnicité).
La proportion de personnes née outre-mer était de 30,9 %, comparée avec 27,1 % au niveau national.
Bien que certaines personnes objectent à donner leur religion, 54,2 % n'avaient aucune religion, 32,1 % étaient chrétiens, 2,4 % étaient hindouistes, 2,2 % étaient musulmans, 1,4 % étaient bouddhistes et 3,2 % avaient une autre religion.
Parmi ceux d'au moins 15, 2 358 personnes (37,4 %) avait un niveau de bachelier ou un degré supérieur, et 498 personnes (7,9 %) personnes n'avaient aucune qualification formelle.
816 personnes (13,0 %) gagnaient plus de 70 000 $ comparés avec les 17,2 % au niveau national.
Le statut d'emploi de ceux d'au moins 15 ans d'âge était pour 2 571 personnes (40,8 %) étaient employées à plein temps, 1 185 personnes (18,8 %) étaient à temps partiel et 390 personnes (6,2 %) étaient sans emploi.
| Nom              | Surface (km2) | Population | Densité (par km2) | Logements | Âge médian | Revenus médians |
| ---------------- | ------------- | ---------- | ----------------- | --------- | ---------- | --------------- |
| Belleknowes      | 1,13          | 2 220      | 1,965             | 870       | 41,9 ans   | 36 800 $        |
| Royal Terrace    | 0,28          | 1 719      | 6,139             | 528       | 22,6 ans   | 11 600 $        |
| Arthur Street    | 0,72          | 1 494      | 2,075             | 582       | 27,2 ans   | 21 700 $        |
| Fernhill         | 0,79          | 1 608      | 2,035             | 672       | 33,3 ans   | 22 400 $        |
| Nouvelle-Zélande |               |            |                   |           | 37 ans     | 31 800 $        |

La banlieue est principalement résidentielle, bien qu’elle ait aussi des liens forts avec le domaine de l’éducation.
- L’école collège de garçons d’Otago (en) siège tout près de ‘Stuart Street’ dans le nord de City Rise,
- et le site original de Otago Polytechnic (en) (ou comme il était dénommé à cette époque ‘King Edward Technical College’) est aussi dans City Rise à côté de ‘Stuart Street’.
- L’école collège de filles d’Otago (en) est localisée tout près du centre de la cité à l’angle de la banlieue de City Rise.
- Arthur Street School est aussi localisé dans la banlieue tout près de "Otago Boys' High School".

Au-delà du terrain de sport d’Arthur Street School se trouve un monument sur ce qui était le site du premier cimetière de Dunedin nommé cimetière d’Arthur street (en).
Il y a aussi un petit centre d’industrie au niveau de City Rise, l’élément le plus notable étant la société brasserie Spreight, qui est localisée au pied de la grimpée tout près de l’échangeur.
Immédiatement au-dessus, se trouve la Cathédrale St. Joseph (en),qui est la cathédrale catholique de la ville de Dunedin.
Une connexion industrielle historique notable en rapport avec la banlieue est aussi la compagnie d’importation nommée Choie (Charles) Sew Hoy (en) et la société de fabrication de produits chimiques Kempthorne Prosser (en), toutes les deux ayant leur siège dans ‘Stafford Street’.

## Accès
De 1880 jusqu’en 1950, City Rise était desservie par le tramway à traction par cable (en) de Dunedin avec une ligne circulant en remontant de la banlieue de l’Exchange vers les banlieues sur la colline de Mornington et Roslyn via ‘Stuart Street’ et ‘Rattray Street’.
Le tramway était notable pour être seulement le second de ce type dans le monde (après celui de Cable Cars de San Francisco).

## Belleknowes
Belleknowes est une petite banlieue, nichée dans le ceinture verte de Dunedin (en) tout près du point où les banlieues de City Rise, Mornington, et Roslyn se rencontrent.
L’élément le plus notable est le parcours de « Golf de Belleknowes », le parcours de golf le plus proche du centre de Dunedin.
On note aussi la présence dans la banlieue de plusieurs parcs, tel que le « Parc du Jubilé » et le « Parc de Robin Hood Park », ce dernier étant le siège du observatoire Beverly-Begg (en).